# Lendî, Obuhiv
Lendî (în ucraineană Ленди) este un sat în orașul raional Obuhiv din regiunea Kiev, Ucraina.

## Demografie
Componența lingvistică a localității Lendî
     Ucraineană (98,18%)
     Rusă (1,82%)
Conform recensământului din 2001, majoritatea populației localității Lendî era vorbitoare de ucraineană (98,18%), existând în minoritate și vorbitori de rusă (1,82%).